# Велики Вјаз
Велики Вјаз (рус. Большой Вяз) слатководно је језеро глацијалног порекла смештено у северном делу Новосокољничког рејона на југу Псковске области, односно на западу европског дела Руске Федерације. Кроз језеро протиче река Великаја која га повезује са басеном реке Нарве и Балтичким морем.
Акваторија језера обухвата површину од око 2,7 км² (268,5 хектара, с острвима 277,6 хектара), максимална дубина језера је до 8,7 метара, док је просечна око 4,3 метра. Ка језеру се одводњава територија површине око 43,14 км². Језеро се налази на подручју Бежаничког побрђа.
На обали језера лежи село Вјаз.